# Paint It Black (Band)
Paint It Black ist eine seit 2002 bestehende, US-amerikanische Hardcore-Band aus Philadelphia, Pennsylvania.

## Geschichte
Paint It Black wurden 2002 in Philadelphia von Dan Yemin, Dave Hause, Andy Nelson und David Wagenschutz mit dem Ziel gegründet, klassischen Hardcore-Punk mit leichter melodischer Schlagseite im Stile von Gorilla Biscuits, Minor Threat oder Good Clean Fun zu spielen.
Die Bandmitglieder waren zuvor schon in anderen Hardcore-Bands tätig. Beispielsweise spielte der Gitarrist und spätere Sänger der Band, Dan Yemin, vorher schon bei Lifetime und Kid Dynamite, David Wagenschutz war schon bei Good Riddance und None More Black aktiv. Dave Hause und Andy Nelson schließlich spielten vorher bei der ebenfalls aus Philadelphia stammenden Hardcore-Band Affirmative Action Jackson.
Nach der Demo-EP im Jahre 2002 folgte ein Jahr später das erste Album namens CVA. Über das erste Album sagte Dan Yemin:

„Wenn man ein Tape aufnimmt, hat man am Ende jeder Seite immer so 30-40 Sekunden frei, die man nicht voll bekommt. Wir wollten ein paar Songs schreiben, mit denen man solche Tapes vollpacken kann.“

Zwei Jahre später kam mit Paradise das zweite Album auf den Markt. Zu diesem Zeitpunkt hatte Gitarrist Dave Hause die Band bereits verlassen. Der für ihn eingesprungene Colin McGinniss blieb jedoch ebenfalls nicht lange dabei – ihm folgte Josh Agran.
2006 verließ auch David Wagenschutz die Band. Sein Platz wurde von dem ebenfalls zuvor bei None More Black tätigen Jared Shavelson eingenommen.
Nach dem 2008 erschienenen Album New Lexikon veröffentlichte die Band im Juni 2009 die erste von zwei EPs mit dem Namen Amnesia.

## Stil
Die Band spielt meist recht klassischen, allerdings oft melodischen Hardcore Punk. Mit dem Album New Lexicon kommen auch einige experimentelle, an Post-Hardcore erinnernde Einflüsse zum Tragen.
Laut punknews.org spielt die Band rauen Hardcore-Punk, der an frühe Black Flag und Minor Threat erinnert.
Inhaltlich beschäftigt sich die Band mit (links-)politischen Themen, wobei durchaus auch die Hardcore-Szene an sich sowie Freundschaft und Zusammenhalt eine Rolle in den Texten der Band spielen.
Dan Yemin sagte über den Grund, warum er in einer Hardcore-Band Musik macht, in einem Interview:

„Ich bin der Meinung, eine meiner Aufgaben mit Paint It Black ist es, den Leuten zu zeigen, wie sich richtiger Hardcore Punkrock anhört, oder zumindest meine Version davon. […] Schnell, aggressiv, wild, politisch, engagiert und smart.“

## Diskografie (Auszug)
- 2003: CVA (Jade Tree)
- 2005: Paradise (Jade Tree)
- 2008: New Lexicon (Jade Tree)
- 2023: Famine (EP, Revelation Records)